# Lynette Roberts
Pour les articles homonymes, voir Roberts.
Evelyn « Lynette » Beatrice Roberts (4 juillet 1909 – 26 septembre 1995) est une poète. Née en Argentine, à Buenos Aires, elle s'installe en Angleterre, et écrit en anglais.

## Biographie
Les parents d'Evelyn Beatrice Roberts sont d'origine galloise. Dans sa jeunesse, elle retourne en Angleterre et étudie à Londres, à l'École centrale des arts et métiers (Central School for Arts and Crafts). En 1939, elle épouse le poète et éditeur en littérature Keidrych Rhys, à Llansteffan, dans le Carmarthenshire. Elle s'installe dans les environs de Llanybri, où elle vit pendant la Deuxième Guerre mondiale dans  une pauvreté relative, si on compare sa situation avec sa vie précédente. Ils ont deux enfants, une fille, Angharad, née en avril 1945, et un garçon, Pridein, né en novembre 1946.
À Llanybri, elle fait de la peinture et en 1944 son recueil Poèmes est publié par Faber and Faber. Elle  immortalise son village dans Poème pour Llanybri. Ce poème s'adresse au poète, Alun Lewis, qui, confesse-t-elle, l'attire. En 1944 et 1945, la version préliminaire de Robert Graves La déesse blanche (The White Goddess) est publiée dans le périodique de Keidrych Rhys, Wales. Après la guerre, Roberts est la dédicataire de La déesse blanche  (The White Goddess) de Robert Graves dans  sa première édition (1948), ayant fourni une grande partie de la matière galloise qu'il a utilisée. En 1949, elle divorce de Keidrych Rhys. En 1951 Faber and Faber publie son Dieux aux oreilles inoxydables : poème héroïque (Gods with stainless ears: a heroic poem). Après, elle devient Témoin de Jéhovah et arrête de publier. Elle décède le 26 septembre 1995 à Ferryside, Carmarthenshire.
Elle repose dans le cimetière de Llanybri,.

## Écrits
« Between now and then, I will offer you

A fist full of rock cress fresh from the bank

The valley tips of garlic red with dew

Cooler than shallots, a breath you can swank
In the village when you come. At noon-day

I will offer you a choice bowl of cawl

Served with a "lover's" spoon and a chopped spray

Of leeks or savori fach... »

— Poème de Llanybri, 1946 .
Plus tard, Roberts rejeta son travail et refusa sa réimpression. Une édition de ses poèmes est réalisée par Seren Press après sa mort mais est immédiatement retirée de la circulation à la suite de problèmes de droits d'auteur. Un nouveau recueil (Collected Poems) apparait finalement en 2006 par Carcanet, édité par Patrick McGuinness. Un volume de divers écrits en prose, journal datant de sa vie à Llanybri, correspondance avec Robert Graves, mémoires de Sitwells et T. S. Eliot, un essai sur le dialecte du village  ("village dialect") et de courtes histoires sort en 2008. Une nouvelle inédite, Nesta, écrite en 1944, est apparemment perdue.
L'Endeavour : la première expédition du Capitaine Cook en Australie (The Endeavour: Captain Cook's first voyage to Australia) (1954) est un travail en prose.